# Franciszek Kęsy
Franciszek Kęsy (* 13. November 1920 in Berlin; † 24. August 1942 in Dresden) war ein polnischer Widerstandskämpfer aus dem Umkreis der Salesianer Don Boscos. Er wurde während der deutschen Besetzung Polens mit anderen jungen Polen von der NS-Justiz zum Tode verurteilt und 1942 hingerichtet. In der römisch-katholischen Kirche wird er als Märtyrer verehrt.

## Leben
Die Familie seiner Eltern gehörte zum polnischen Bevölkerungsteil der preußischen Provinz Posen. Stanislaus und Anna Maria Kesy hatten 1911 in Wronke geheiratet und waren bald darauf nach Berlin gezogen, wo der Vater als Straßenbahnfahrer gearbeitet hatte. Im Ersten Weltkrieg war er Artillerist gewesen und arbeitete zuletzt als Fabrikschlosser. Franz wurde als drittes von fünf Kindern in Berlin-Wilmersdorf geboren. Kurz nach seiner Taufe am 23. Januar 1921, die noch in Berlin stattfand, verließ die Familie das Deutsche Reich, weil der Vater für die polnische Staatsangehörigkeit optiert hatte. Seit Februar 1921 wohnten sie im nunmehr polnischen Poznań, wo Stanisław Kęsy im Elektrizitätswerk Arbeit fand. Franciszek kam in Kontakt mit den Salesianern Don Boscos, die ein christliches Freizeitheim für Jugendliche in der Stadt betrieben, ein sogenanntes Oratorium. Er hatte sogar die Absicht, ins Noviziat der Salesianer einzutreten und Ordensmann zu werden. Im Oratorium leitete er eine Jugendgruppe und lernte seine späteren Leidensgefährten Czesław Jóźwiak, Edward Kaźmierski, Edward Klinik und Jarogniew Wojciechowski kennen. Der deutsche Überfall auf Polen und die Eingliederung Posens in das Deutsche Reich bedeuteten einen tiefen Einschnitt in das Leben der Jungen. Franciszek Kęsy konnte seine kirchlichen Studien in der Besatzungszeit nicht fortsetzen und musste in einem Industriebetrieb arbeiten. Das Oratorium wurde geschlossen und von deutschem Militär genutzt. Die Freunde trafen sich aber weiter. Kriegserlebnisse und die Erfahrungen der Besatzung forderten ihren patriotischen Widerstandsgeist heraus. Möglicherweise hatte die Gruppe Kontakte in die polnische Studenten- und Gymnasiastenszene, die sich im Untergrund zu Aktionen gegen die Deutschen verabredete, darunter zur sogenannten „Militärorganisation der Westgebiete“ (Wojskowa Organizacja Ziem Zachodnich, WOZZ). Nachdem Edward Klinik bereits am 21. September 1940 auf seiner Arbeitsstelle verhaftet worden war, wurden seine Freunde aus dem Oratorium, darunter auch Kęsy, in der Nacht zum 24. September 1940 von der Gestapo aus ihren Wohnungen geholt und zunächst auf das berüchtigte Fort VII in Posen gebracht. Am 16. November 1940 wurden sie in ein Gefängnis in Wronki überstellt. Im April 1941 wurde die Gruppe nach Berlin und im Mai 1942 nach Zwickau verlegt. Dort wurden sie am 31. Juli 1942 wegen Vorbereitung zum Hochverrat zum Tode verurteilt und tags darauf nach Dresden gebracht. Die Jungen wurden mit anderen Verurteilten aus dem polnischen Widerstand beschuldigt, Mitglieder der polnischen Nationalpartei SN gewesen zu sein. Sie gehören zu den Opfern der mit äußerster Härte betriebenen Germanisierungspolitik des nationalsozialistischen Deutschlands im sogenannten Warthegau, die sich nicht selten gerade auch gegen kirchliche Gruppen und Intellektuelle wandte. Das Urteil des Oberlandesgerichts Posen, für das die katholischen Überzeugungen der Jungen keine Rolle spielten, erging unter rückwirkender Anwendung der sogenannten Polenstrafrechtsverordnung vom 4. Dezember 1941, die besonders drakonische Strafen ermöglichte. Es wurde in der Richtstätte am Münchner Platz in Dresden vollstreckt. Der Gefängnisseelsorger Pater Franz Bänsch OMI begleitete die Gruppe aus insgesamt acht zum Tode verurteilten jungen Männern seelsorglich bis an das Schafott. Kęsy und seine Gefährten wurden am 28. August 1942 in einem Massengrab auf dem Äußeren Katholischen Friedhof in Dresden von einem Franziskanerpater beigesetzt.

## Gedenken

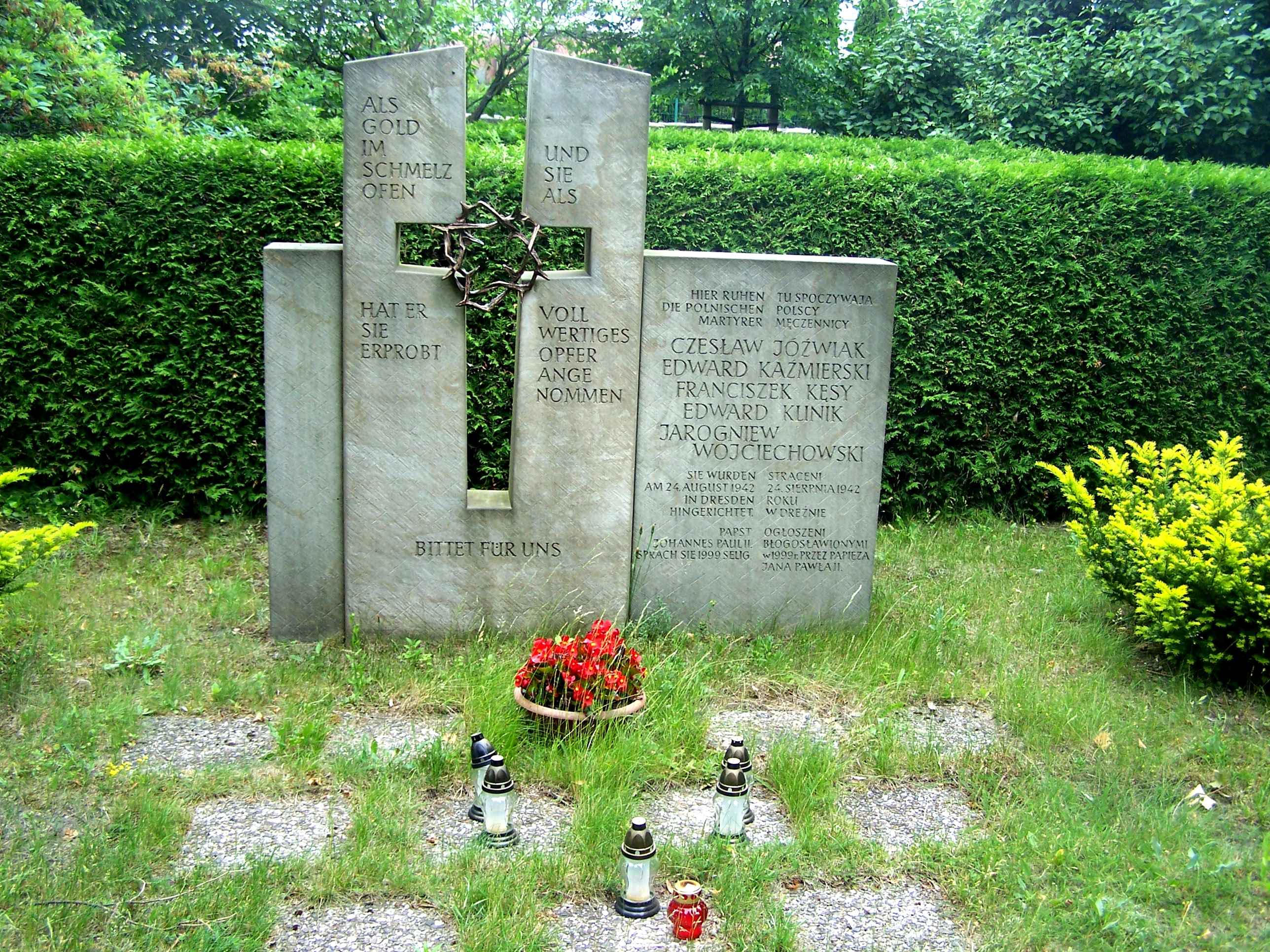
Gedenkstätte auf dem Neuen Katholischen Friedhof in Dresden

Der Ort der Hinrichtung in Dresden wurde in der DDR zu einer Gedenkstätte des antifaschistischen Widerstands. Wegen ihres kirchlichen Hintergrunds waren die Namen der fünf Freunde aus dem Posener Oratorium dort aber nicht genannt. 1999 wurde das Grab auf dem Neuen Katholischen Friedhof wiederentdeckt; ein Denkmal der Katholischen Pfarrgemeinde St. Paulus in Dresden-Plauen erinnert dort heute unter anderem auch an Kęsy. Im gleichen Jahr wurde er gemeinsam mit seinen Freunden und weiteren 103 Personen von dem polnischen Papst Johannes Paul II. seliggesprochen. Sein Gedenktag ist der 24. August, der Tag seiner Hinrichtung, im Eigenkalender der Salesianer Don Boscos der 12. Juni. In Polen gilt er als Märtyrer der deutschen Besatzung. Trotz seiner polnischen Nationalität ist er auch im deutschen Martyrologium des 20. Jahrhunderts verzeichnet und dort für das Bistum Essen eingetragen, das gemeinsam mit der Diözese Berlin das Andenken Kęsys und des gemeinsam mit ihm seliggesprochenen Edward Kliniks pflegt, der beiden in Deutschland geborenen Mitglieder der Posener Gruppe. Zusammen mit dem acht Monate später an gleicher Stelle hingerichteten polnischen Ordensbruder Grzegorz Frąckowiak SVD werden die fünf Jungen auch zur Gruppe der sechs seligen Märtyrer vom Münchner Platz in Dresden zusammengefasst, deren gemeinsames Gedenken am 12. Juni begangen wird. Dieser Märtyrergruppe wurde eine am 1. Juni 2020 im Bistum Dresden-Meißen neu errichtete römisch-katholische Pfarrgemeinde geweiht.